# Orquestra Simfònica del Vallès
L'Orquestra Simfònica del Vallès (OSV) és una orquestra simfònica estable de titularitat privada, amb seu a Sabadell. És una de les orquestres més importants de Catalunya.
Va néixer l'any 1987 en el si de l'Associació d'Amics de l'Òpera de Sabadell. Un any més tard, es convertí en l'única orquestra simfònica d'Espanya organitzada empresarialment com a societat anònima laboral, en la qual els seus músics i treballadors són alhora els propietaris i els accionistes. A més, està patrocinada per diverses empreses i l'Ajuntament de Sabadell.
La seva activitat –unes cent actuacions l'any– se centra, per un costat, a la ciutat de Sabadell –al Teatre Principal i al Teatre La Faràndula–, on l'OSV fa la seva temporada de concerts simfònics i és alhora l'orquestra titular del cicle Òpera a Catalunya, i per l'altre, al Palau de la Música Catalana de Barcelona, on s'ha consolidat el seu cicle Concerts Simfònics al Palau amb deu concerts anuals.
Com a reconeixement a la seva tasca de difusió i divulgació de la gran música simfònica, l'any 1992 rebé el Premi Nacional de Música, atorgat per la Generalitat de Catalunya, i el 2012 rebé la Medalla d'Honor de Sabadell.

## Directors
- Albert Argudo (1988-1992)
- Jordi Mora (1993-1997)
- Salvador Brotons (1997-2002)
- Edmon Colomer (2002-2005)
- David Giménez Carreras (2006-2009)[6]
- Rubén Gimeno (2009-2016)[7]
- James Ross (2017-2018)[8]
- Xavier Puig (2018-)[9]

Han col·laborat amb l'OSV al llarg de la seva trajectòria diversos artistes, entre els quals: els directors Antoni Ros Marbà, Víctor Pablo Pérez, Salvador Mas, James Ross i Pablo González; els cantants Josep Carreras, Kiri Te Kanawa, Jaume Aragall, Plácido Domingo, Ara Malikian, Ainhoa Arteta, Joan Manuel Serrat, Pasión Vega, el pianista Joaquín Achúcarro, etc.
És membre de l'Asociación Española de Orquestas Sinfónicas (AEOS), on n'és l'única orquestra de titularitat privada.